# Lysiostyles
Lysiostyles es un género con cinco especies de plantas con flores perteneciente a la familia de las convolvuláceas. 

## Especies seleccionadas
- Lysiostyles cayennensis
- Lysiostyles epiphytica
- Lysiostyles pubescens
- Lysiostyles scandens
- Lysiostyles sericea